# 山本茜
山本 茜（やまもと あかね、1983年8月26日 - ）とは、地方競馬の名古屋競馬場の今津博之厩舎に所属していた元騎手である。地方競馬教養センター騎手課程第82期生。好きな騎乗方法は先行。

## 略歴
神奈川県立横浜翠嵐高等学校卒業後、2005年9月29日付けで地方競馬騎手免許を取得し、原口次夫厩舎からデビュー。新人騎手ながら2005年11月に荒尾競馬場で行われた全日本レディース招待競走で3位になるなどの活躍を見せ、2006年11月-2007年1月に荒尾競馬場、高知競馬場、名古屋競馬場で開催されたレディースジョッキーズシリーズ2006荒尾ラウンド、名古屋ラウンドで1位を獲得し、同シリーズ総合優勝を果たした。
2006年3月8日、笠松競馬第3競走で勝利し、ばんえいをのぞく日本の女性騎手としてはデビューから最短で通算30勝を達成。従来の記録を大幅に縮めるものであった。同年6月22日には名古屋競馬第8競走で通算50勝（現役女性騎手のなかで当時最短日数）、翌2007年3月7日の名古屋競馬第8競走において通算100勝を達成（1年4か月と19日での達成は女性騎手の歴代最短記録）し、女性騎手の記録を更新した。
2007年5月28日原口次夫厩舎から川西毅厩舎に所属変更した。
2007年10月、「セクハラ訴訟」を起こし話題となったが、裁判前に訴訟を取り下げた（後述）。レディースジョッキーズシリーズ2007では浦和ラウンドを病気を理由に欠場したが、2008年1月に復帰した。
2008年3月からニュージーランドに遠征。当初は3か月の予定だったが引き続き滞在してトライアルレース（能力試験）での騎乗を重ね、2009年4月にニュージーランドの騎手免許を取得した。ランス・アンソニー・オサリバン厩舎に所属し、4月4日よりニュージーランドのレースでの騎乗を開始し、13戦2勝の成績を収めた。
2009年6月に帰国し、7月1日の名古屋競馬第7競走から騎乗を再開した。
2010年5月10日川西毅厩舎から今津博之厩舎に所属変更した。
同年ゴールドウィング賞をミサキティンバーにて制し重賞初勝利を記録。
2011年6月20日から半年間の予定で釜山慶南競馬場で期間限定騎乗を行い、最終的には12月16日まで騎乗し167戦28勝・2着21回・3着17回の成績を収めた。
2012年11月2日の名古屋競馬2Rに騎乗する前に馬にパドックで顔面を蹴られて失明の危機に陥るほどの大けがを負い、その後はレースで騎乗していなかった。
地方競馬全国協会の免許試験で騎手免許の継続が認められなかったために、2015年12月31日付で騎手免許が失効。

## セクハラ訴訟
2007年10月、以前所属していた原口次夫調教師からたびたび抱きつかれたり、調教師自ら全裸になった後に「おれはお前に全部を見せることができる。お前も包み隠さずに見せてみろ」などと言って、全裸になるように強要されたりといった悪質なハラスメント行為（セクハラ・パワハラ）を受けたとして、この調教師に損害賠償を求め名古屋地裁に提訴した。原口は自ら全裸になったのは認めつつも、これは性的な意味はなく説教のためであり、山本が弟子入りしてからの行動の積み重ねも原因であるとのコメントを行っている。原口は新人の山本に対し、実力馬に積極的に騎乗させるなど異例ともいえるバックアップをしてきたが、5月11日に「指示に従わない」（調教、レースを指示どおりに乗らない、遅刻が多過ぎる、全裸にならないなど）として山本との契約解除を発表していた。その後山本が所属した厩舎の川西毅調教師は「裸になって話すようなしきたりは名古屋にはない」とコメントしている。
しかし裁判がスタートする前の10月24日に「時間と労力を訴訟ではなく、馬に乗ることに使いたい」とコメントし、訴訟を取り下げることとなった。弁護士によれば本人はいまだセクハラを受けた気持ちではあるが、騒ぎが大きくなり過ぎたのも一因だという。

## 成績
|            | 日付           | 競馬場    | 競走名             | 馬名             | 頭数 | 人気 | 着順 |
| ---------- | -------------- | --------- | ------------------ | ---------------- | ---- | ---- | ---- |
| 初騎乗     | 2005年10月17日 | 名古屋2R  | サラ3歳5組         | サンデーハウス   | 8頭  | 5    | 7着  |
| 初勝利     | 2005年10月17日 | 名古屋9R  | サラ系B2組         | ソングフォーユウ | 10頭 | 2    | 1着  |
| 重賞初騎乗 | 2005年12月31日 | 名古屋8R  | 東海ゴールドカップ | ニッタレヴュー   | 10頭 | 6    | 5着  |
| 重賞初勝利 | 2010年11月5日  | 名古屋10R | ゴールドウィング賞 | ミサキティンバー | 12頭 | 4    | 1着  |

- 表彰 2006年度NARグランプリ（優秀女性騎手賞、優秀新人騎手賞）
- 地方通算成績 2466戦270勝・2着289回・3着290回・勝率10.9%・連対率22.7%（2011年12月31日現在）

## 主な騎乗馬
- キングスゾーン（2006年浦和記念2着）
- マコトバンクウ（2010年尾張名古屋杯）
- ミサキティンバー（2011年駿蹄賞、2010年ゴールドウィング賞）